# Pluguffan
 Pluguffan  (en bretón Pluguen) es una población y comuna francesa, situada en la región de Bretaña, departamento de Finisterre, en el distrito de Quimper y cantón de Quimper-3.

## Demografía
| 1 014 | 1 128 | 1 142 | 1 373 | 1 392 | 1 372 | 1 500 | 1 504 | 1 492 | 1 520 | 1 626 | 1 598 | 1 664 | 1 872 | 1 925 | 1 952 | 1 978 | 1 922 | 2 021 | 1 980 | 1 852 | 1 976 | 1 713 | 1 634 | 1 594 | 1 559 | 1 536 | 1 639 | 2 203 | 3 107 | 3 238 | 3 155 | 3 314 | 3 345 |
| Para los censos de 1962 a 1999 la población legal corresponde a la población sin duplicidades (Fuente: INSEE [Consultar]) |       |       |       |       |       |       |       |       |       |       |       |       |       |       |       |       |       |       |       |       |       |       |       |       |       |       |       |       |       |       |       |       |       |